# Внутрішньоміський район (Росія)
Вну́трішньомі́ський район — тип внутрішньоміського муніципального утворення, який є частиною міста в рамках місцевого самоуправління.
В основному Федеральному законі «Про загальні принципи організації місцевого самоуправління в Російській Федерації» виділяють 2 групи таких внутрішньоміських утворень такий тип муніципальних утворень не існував. Його було додано 2014 року аби затвердити внутрішньоміський поділ великих міст не федерального значення. Таким чином на внутрішньоміські райони поділяються наступні міські округи:
- Махачкалинський міський округ
- Самарський міський округ
- Челябінський міський округ

Місцеве самоврядування на території муніципального утворення здійснюється відповідно до Конституції Російської Федерації, федеральних законів, Статуту міста федерального значення та Статуту внутрішньоміського муніципального утворення.